# 厄尚
厄尚（法語：Heuchin，法語發音：[øʃɛ̃]）是法国上法蘭西大區加来海峡省的一个市镇，属于阿拉斯区。

## 地理
厄尚（50°28'35"N, 2°16'11"E）面积8.16 平方千米，位于法国上法蘭西大區加来海峡省，该省份为法国北部沿海省份，西北濒北海，南至索姆省，东临北部省。
与厄尚接壤的市镇（或旧市镇、城区）包括：普雷德凡、昂万、贝尔格讷斯、布瓦亚瓦尔、埃普、埃基尔、菲耶夫、方丹莱布朗。

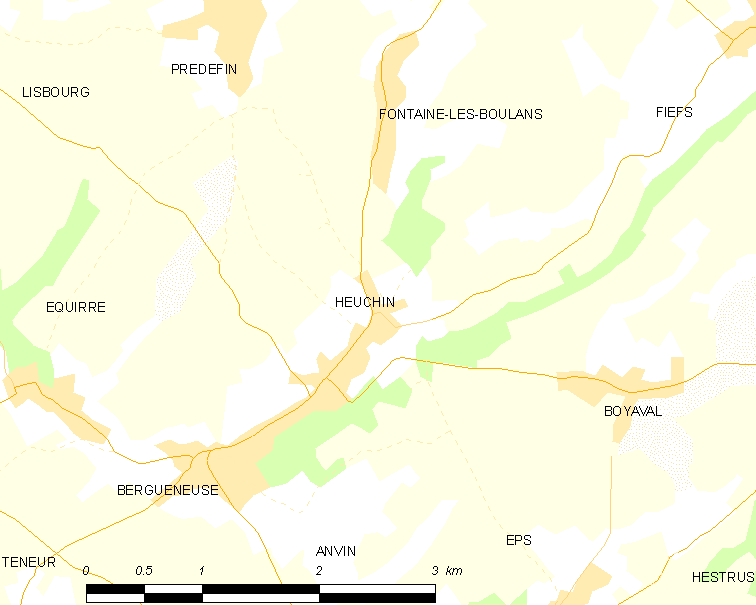
厄尚的OSM定位图

厄尚的时区为UTC+01:00、UTC+02:00（夏令时）。

## 行政
厄尚的邮政编码为62134，INSEE市镇编码为62451。

## 政治
厄尚所属的省级选区为泰努瓦斯河畔圣波勒县。

## 人口

1962-2008年间厄尚人口变化图示

厄尚于2022年1月1日时的人口数量为485人。